# Vijfhuizen (Haarlemmermeer)

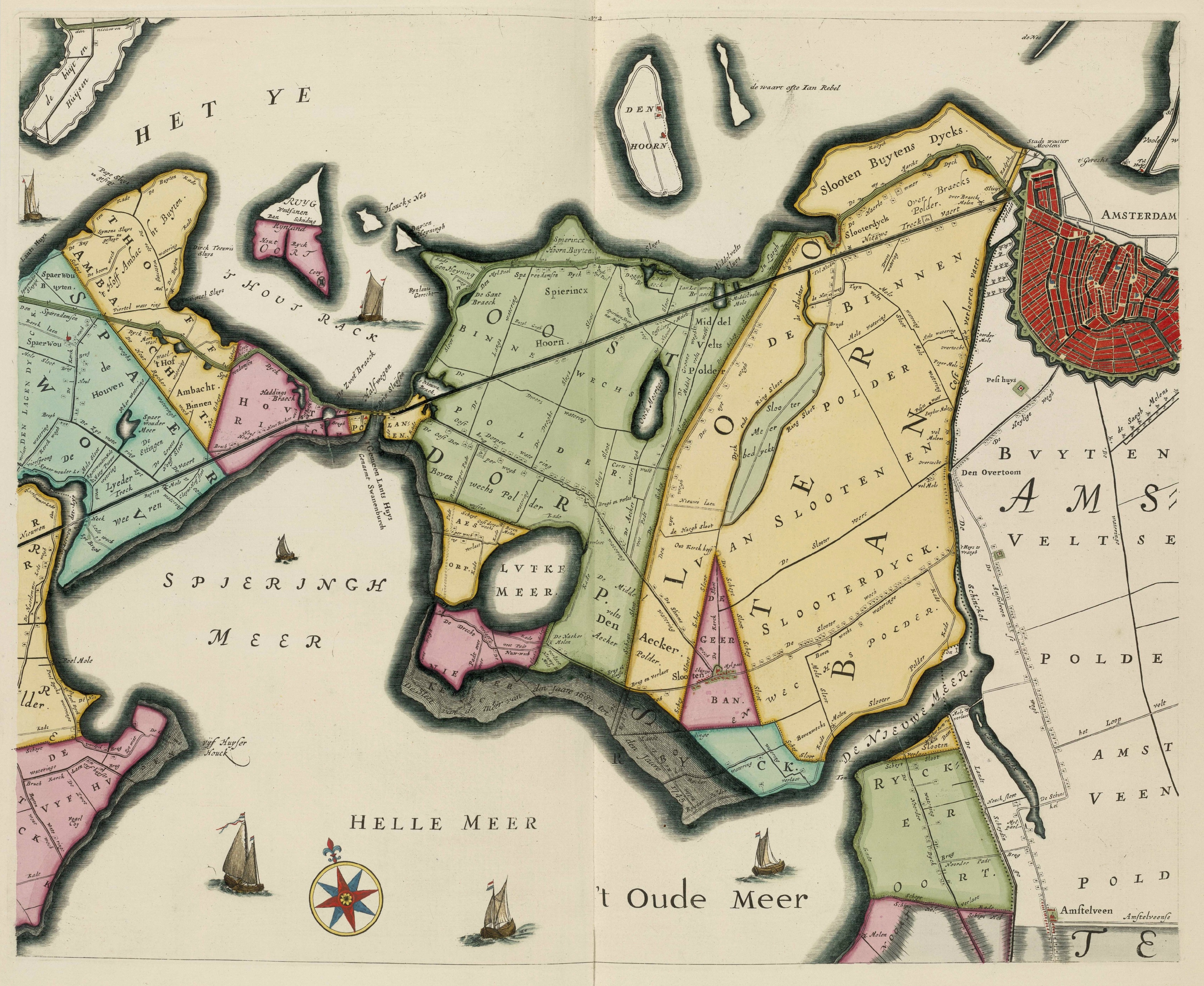
Kaart van een deel van het Hoogheemraadschap van Rijnland uit 1746. Vijfhuizen lag bij de landtong, links op de scheiding van het Spieringhmeer en het Haarlemmermeer.

Vijfhuizen is een dorp gelegen in de Nederlandse gemeente Haarlemmermeer (provincie Noord-Holland). Het heeft 4.865 inwoners (op 1 januari 2023).
Vijfhuizen ligt aan de noordwestkant van de Haarlemmermeer aan de Ringvaart tegenover Haarlem. Ten zuiden ervan ligt Cruquius, en ten noorden, aan de Ringdijk, Nieuwebrug. De Vijfhuizerbrug verbindt het dorp met Haarlem.
Sinds een aantal jaren ligt er langs de Geniedijk een fietspad naar Hoofddorp. De wegen ten oosten van het dorp lopen dood op de Polderbaan van Schiphol.

## Geschiedenis
Vijfhuizen bestond al voor de inpoldering van de Haarlemmermeer. Reeds in de middeleeuwen bestond Vijfhuizen en was het dorp gesitueerd langs de hoofdroute van Haarlem naar Amsterdam. Vijfhuizen strekte zich uit van Haarlem tot halverwege Nieuwerkerk, waar de dorpelingen ter kerke gingen. Ten noorden van Vijfhuizen ontstond het Spieringmeer en ten zuiden het Haarlemmermeer. De landbrug tussen de meren werd door verdere overstromingen en oevererosie in 1508 weggeslagen. Wat overbleef was een landtong met een achterliggende polder.
Tot de inpoldering van de Haarlemmermeer heeft Vijfhuizen stand gehouden tegen de "Waterwolf" (bijnaam van de Haarlemmermeer). Door de ringvaart is het dorp in tweeën gesneden en kwam een groot deel van Vijfhuizen als een stuk oud land binnen de nieuwe polder te liggen. De huidige Kromme Spieringweg loopt over de dijk die Vijfhuizen tot de inpoldering aan de zuidzijde heeft beschermd. Het andere deel van het dorp is de buurtschap Vijfhuizen dat in de gemeente Haarlem ligt, vlak over de Vijfhuizerbrug.
Na de inpoldering was de eerste kerkdienst in de polder op 22 januari 1853 in een noodkerk in de buurt van Vijfhuizen.

## Het dorp
Aanvankelijk was het dorp vooral een lintvormig dijkdorp, maar in de loop der tijd is het oude dorp omsloten door verschillende wijken/buurten: Mient, Nes, Baarsjes en Stellinghof. Deze laatste is een van de Haarlemmermeerse Vinex-wijken, en kenmerkt zich door bijzondere architectuur.
Ten noorden van Vijfhuizen bevindt zich op het oude land de Eendenkooi Stokman en ten zuiden het Fort bij Vijfhuizen, oftewel het Kunstfort, centrum voor actuele kunst (onderdeel van de Stelling van Amsterdam). Verder bevindt zich aan de zuidkant het Floriadeterrein, genoemd naar de wereldtuinbouwtentoonstelling Floriade die er in 2002 werd gehouden. Dit terrein is tevens het podium van het jaarlijkse dancefestival Mysteryland. Het park de Groene Weelde bevindt zich ook ten zuiden van het dorp.
Vijfhuizen heeft een ondernemingsvereniging, een actieve dorpsvereniging, een wijkraad in Stellinghof, een feestweekcommissie en een oranjecommissie. Voor de jeugd zijn er twee jeugdverenigingen: de Spiering en de Jungle.
Vijfhuizen heeft twee kerken: de rooms-katholieke H. Augustinuskerk en de protestantse Verbondskerk.
In het dorp bevindt zich een interconfessionele basisschool, "de Vijfsprong". Deze school is ontstaan na een fusie medio 2020 tussen de openbare school "de Waterwolf" en de interconfessionele school "de Tweemaster". Deze laatste school was ontstaan als een fusie tussen de katholieke school en de protestants-christelijke school. 
Langs Vijfhuizen loopt de N205 (Drie Merenweg) en in de wijk Stellinghof is een R-net-halte op de route tussen Haarlem en Hoofddorp.
Tussen de wijk Stellinghof en de N205 ligt het voormalige Floriade-gebouw dat met ingang van 1 februari 2009 de Expo Haarlemmermeer herbergt. De Expo heeft een eigen R-net-halte.
Vijfhuizen had tussen 3 augustus 1912 en 31 december 1935 een station aan de spoorlijn Aalsmeer – Haarlem van de Haarlemmermeerspoorlijnen. Het oude stationsgebouw is nog steeds aanwezig.
Aan de zuidoostkant van het dorp bevindt zich het MH17-monument. Het bestaat uit 298 bomen, ter nagedachtenis aan alle 298 slachtoffers van de MH17-ramp. De bomen zijn voorzien van individuele naamplaatjes.

## Foto's

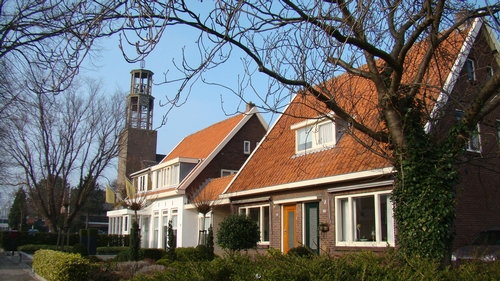
Vijfhuizen
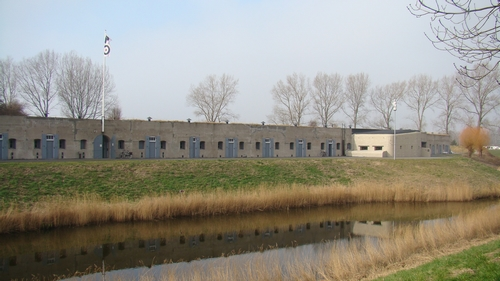
Fort bij Vijfhuizen
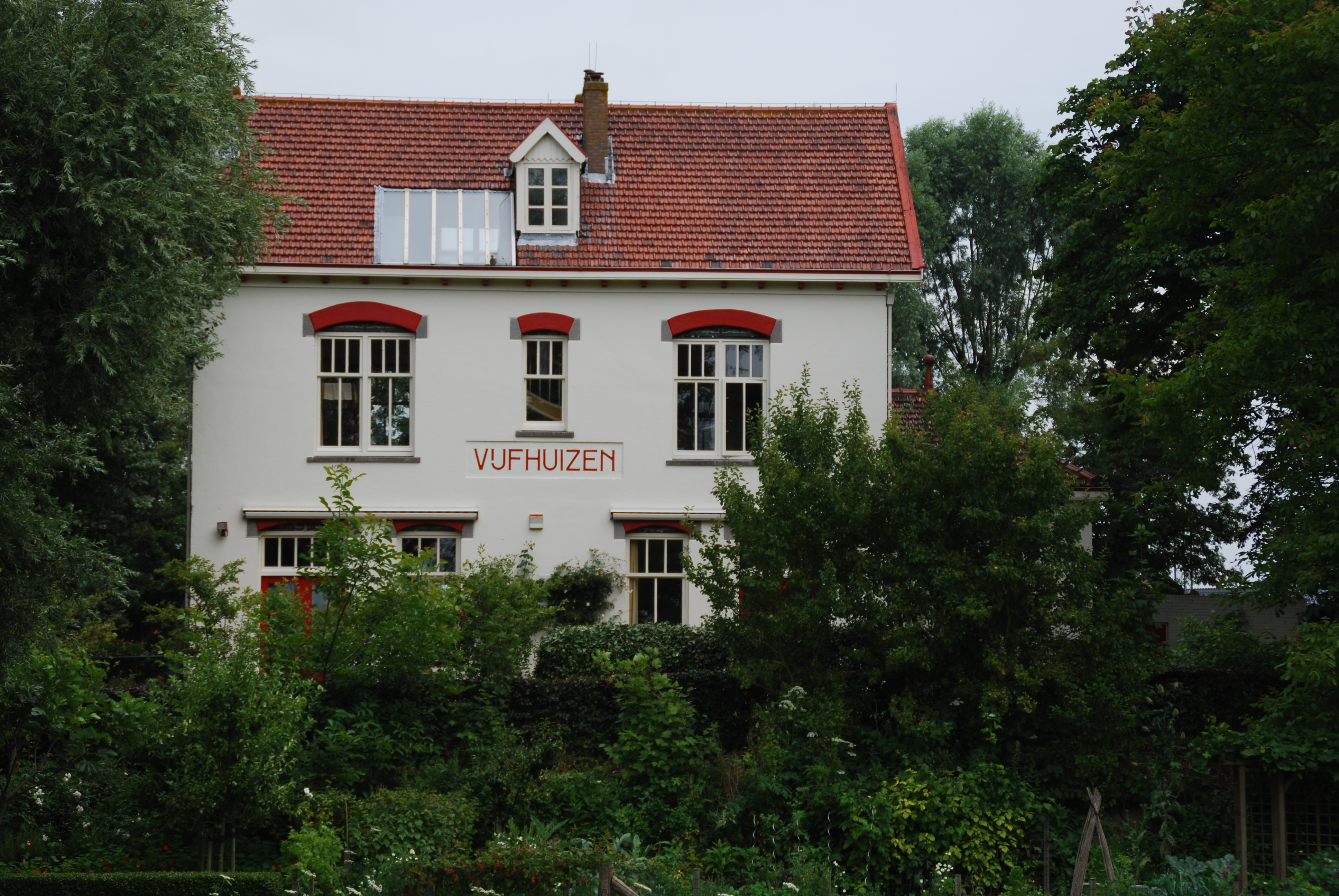
Station Vijfhuizen
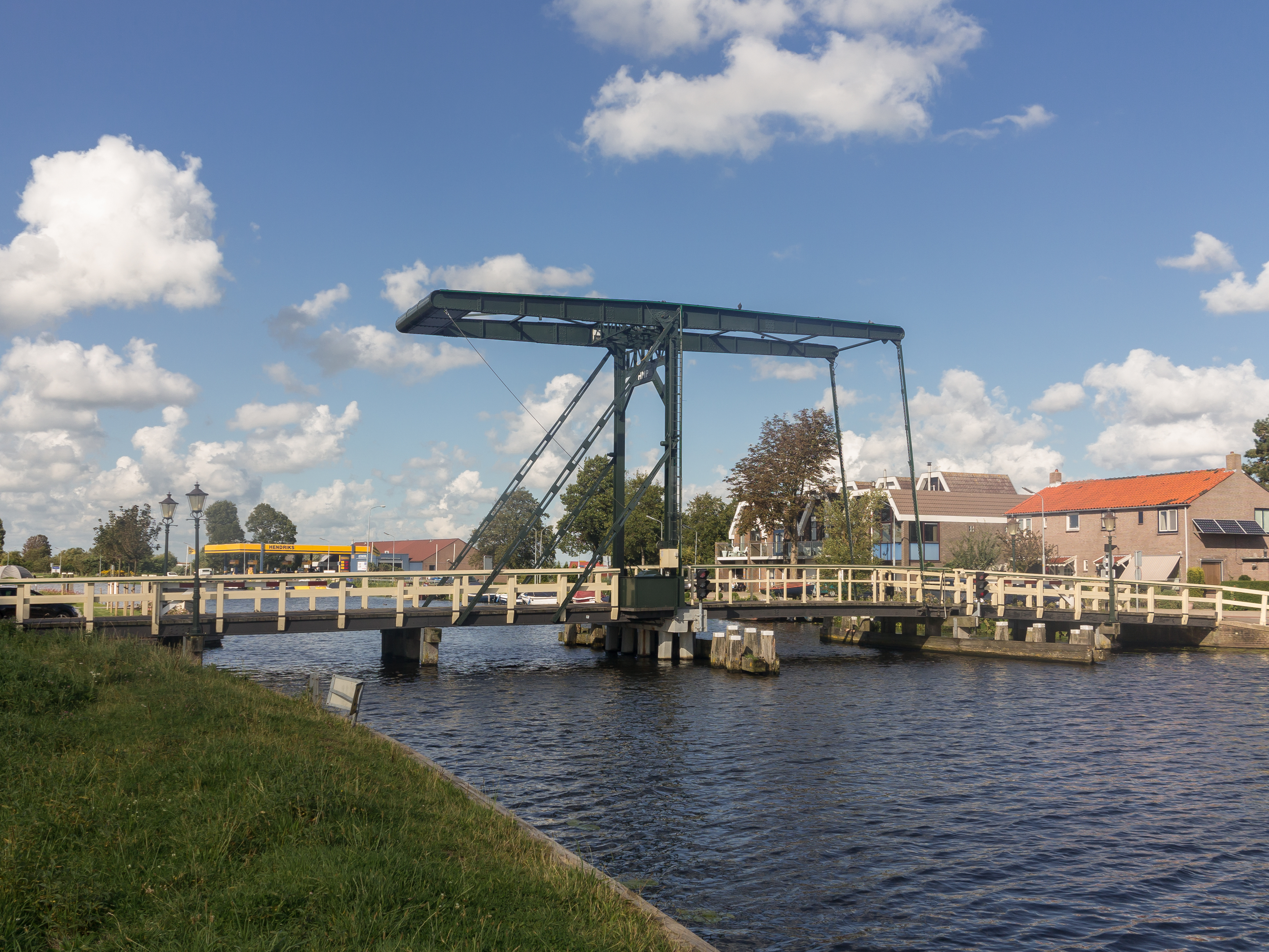
Vijfhuizerbrug

## Geboren in Vijfhuizen
- Michiel van der Kuip (1970), (beach)volleyballer en -trainer
- Ralph de Haan (1986), langebaansschaatser
- Tamara Haggerty (1996), handbalster
- Danny Kroes (1999), autocoureur